# Мостолти
Мостолти (пол. Mostołty, нім. Mostolten) — село в Польщі, у гміні Елк Елцького повіту Вармінсько-Мазурського воєводства.
Населення — 107 осіб (2011).
У 1975-1998 роках село належало до Сувальського воєводства.

## Демографія
Демографічна структура станом на 31 березня 2011 року:
|          | Загалом | Допрацездатний вік | Працездатний вік | Постпрацездатний вік |
| -------- | ------- | ------------------ | ---------------- | -------------------- |
| Чоловіки | 56      | 13                 | 38               | 5                    |
| Жінки    | 51      | 14                 | 23               | 14                   |
| Разом    | 107     | 27                 | 61               | 19                   |